# Stanisław Mazur
Stanisław Mieczysław Mazur (1º gennaio 1905 – Varsavia, 5 novembre 1981) è stato un matematico polacco, conosciuto per i propri contributi in analisi funzionale e nello studio delle algebre di Banach.
Studente e collaboratore di Stefan Banach all'Università di Leopoli, si addottorò nel 1935.
Fu uno dei principali componenti della Scuola Matematica di Leopoli, una delle principali scuole matematiche europee dell'epoca; partecipò regolarmente alle celebri attività dello "Scottish Café".
Si interessò anche di teoria della sommabilità, giochi infiniti e funzioni computabili.
Sopravvissuto alla Seconda guerra mondiale, insegnò all'Università di Varsavia dal 1948 fino alla pensione.